# Eukoenenia singhi
Eukoenenia singhi är en spindeldjursart som beskrevs av Bruno Condé 1989. Eukoenenia singhi ingår i släktet Eukoenenia och familjen Eukoeneniidae. Inga underarter finns listade i Catalogue of Life.